# 小行星6853
小行星6853（6853 Silvanomassaglia）是一颗围绕太阳公转的小行星。1986年2月12日，亨利·德波鸿诺在拉西拉天文台发现了此天体。
这颗小行星的绝对星等为105.8721122079811等。